# 張大中 (嘉靖甲辰進士)
張大中（1504年—？），字子用，山東東昌府臨清州人，民籍，明朝政治人物。

## 生平
嘉靖十九年（1540年）庚子科山東鄉試第九名舉人。嘉靖二十三年（1544年）中式甲辰科會試第一百四十名，登第二甲第六十三名進士。歷官延安府同知、户部郎中。

## 家族
曾祖張興；祖父張信；父張功，母李氏；繼母趙氏。慈侍下。